# Emily Nagoski
Emily Nagoski is een Amerikaanse seksuologe en schrijfster. Ze met name bekend door haar boek Kom als jezelf (Come as You Are) uit 2015. Ze heeft haar PhD gehaald aan de Universiteit van Indiana en bij deze universiteit gewerkt bij het Kinsey Institute waar onderzoek wordt gedaan naar seks, gender en voortplanting. Jarenlang gaf ze les vrouwelijke seksualiteit aan het Smith College. Na publicatie van haar eerste boek (Kom als jezelf) weidde ze zich volledig aan het geven van presentaties en had ze een eigen podcast. Later zouden nog de boeken Burnout over stress en Come Together volgen. In 2022 verscheen ze in de documentairereeks The Principles of Pleasure.

## Kom als jezelf
In haar boek Kom als jezelf legt ze uit dat de seksuele beleving, het libido en de manier om opgewonden te raken per mens verschilt. Ze gebruikt de metafoor van de dynamiek tussen een gaspedaal en een rem.
- Het gaspedaal (opgewonden raken) reageert op seksuele signalen, zoals aanraking, fantasie en flirten.
- De rem blokkeert de opwinding, bijvoorbeeld door stress, moeheid, schaamte, relatieproblemen of een gevoel van onveiligheid.

Ze stelt dat een vermindert seksueel verlangen vaker veroorzaakt wordt door een te sterke rem dan door een te zwak gaspedaal. Om makkelijker opgewonden te kunnen raken is het daarom belangrijker om de remmende factoren weg te nemen dan door extra stimuli te zoeken. Ook prestatiedruk in bed wordt door haar als remmende factor benoemd.
Een ander onderwerp is de manier waarop het verlangen wordt opgewekt:
- Spontaan verlangen: ontstaat vaak uit zichzelf en vóór de seksuele opwinding. Iemand raakt in dit geval dus vanuit zichzelf opgewonden en heeft weinig stimulans nodig.
- Reactief verlangen: ontstaat na intimiteit. Wat goed werkt is als dit reactief verlangen al lang voordat de seks plaatsvindt wordt opgebouwd.

Het responsief verlangen wordt meer aan vrouwen toegeschreven en het spontaan verlangen meer aan mannen.
Verder geeft ze aan dat er een verschil is tussen lichamelijk opgewonden zijn en geestelijk opgewonden. Zo kan het zijn dat iemands lichaam wel signalen geeft van opwinding terwijl de persoon zelf geen zin heeft in seks. Dit kan tot misverstanden en in het ergste geval tot grensoverschrijdend gedrag leiden.